# 约兰·弗洛德斯特伦
约兰·弗洛德斯特伦（瑞典語：Göran Flodström，1953年1月27日—），生于斯德哥尔摩，瑞典男子击剑运动员。他曾获得1976年夏季奥运会击剑比赛男子重剑团体金牌，他也参加了个人小项，获得第七名。